# A Posteriori (álbum)
A Posteriori es el título del sexto disco del proyecto musical Enigma, lanzado el 22 de septiembre de 2006. En diciembre de 2006, el álbum fue nominado en la categoría de Mejor Álbum de New Age para los Premios Grammy de 2007.
Mientras que el álbum previo, Voyageur, contuvo una cantidad mínima de los sonidos propios de Enigma, A Posteriori sólo incluyó el sonido del «cuerno de Enigma» durante el minuto de apertura del disco, incluso de forma efímera. Unido esto con el argumento del disco sobre la colisión de la Vía Láctea con la Galaxia de Andrómeda, A Posteriori fue, comparado con los discos anteriores, austero y premonitorio.
«Goodbye Milky Way», único sencillo extraído del álbum A Posteriori, solo fue publicado para descarga digital a través de iTunes.

## Perspectiva General

### Historia
La noticia sobre el título del disco y su lista de canciones se publicó el 18 de julio de 2006 a través de la página de noticias Crocodile-Music.de y los foros de EnigmaMusic.com, mientras que sobre la de la portada del álbum se hizo pública diez días después. La primera pista mencionada del álbum fue «Hello + Welcome», lanzada previamente, y después de varios retrasos, como sencillo independiente de cualquier álbum en 2006. La dirección de Enigma declaró que se incluiría una nueva versión de este tema en el disco, mientras que el primer sencillo del álbum iba a ser  «Goodbye Milky Way».

### Grabación
A Posteriori fue el primer álbum de Enigma en ser grabado usando el nuevo estudio móvil de Cretu con 5.1 canales completamente computerizado llamado «Alchemist». El estudio era relativamente pequeño, limitado básicamente a un teclado principal y un número de controladores MIDI, y que incluía también algunas expansiones informáticas «especiales» y una computadora central con pantalla LCD. Fue diseñado personalmente para Michael Cretu y, según él, le fue de una gran ayuda para transferir sus ideas en sonidos musicales.

### Etimología
«A posteriori», una frase del latín traducida como «después del hecho», se refiere al conocimiento empírico, el concepto epistemológico de obtener el conocimiento de la experiencia pasada.
«Eppur si muove», también escrito alternativamente como «E pur si muove!», es una frase italiana traducida como «y sin embargo, se mueve», atribuida a Galileo Galilei después de que fuera sentenciado por la Inquisición romana para que se retractase de su creencia en el heliocentrismo.

## Publicación en DVD
El 16 de diciembre de 2006 salió publicado la versión en DVD de A Posteriori, constituido por imágenes caleidoscópicas sincronizadas con la música que reproducía, y que incluía también algunas nuevas remezclas añadidas al listado original del álbum.

## Lista de canciones
Todas las canciones fueron compuestas por Michael Cretu. 
1. «Eppur Si Muove» — 3:41
2. «Feel Me Heaven» — 4:50
3. «Dreaming of Andromeda» — 4:26
4. «Dancing With Mephisto» — 4:25
5. «Northern Lights» — 3:34
6. «Invisible Love» — 4:55
7. «Message From Io» — 3:09
8. «Hello and Welcome» — 5:09
9. «20.000 Miles Over the Sea» — 4:22
10. «Sitting on the Moon» — 4:21
11. «The Alchemist» — 4:41
12. «Goodbye Milky Way» — 5:58

Aparte del álbum, algunas remezclas adicionales fueron lanzadas exclusivamente a través de la tienda de iTunes. Son:
- «Eppur Si Muove» (Tocadisco Remix) — 6:37
- «Dreaming of Andromeda» (Jean F. Cochois Remix) — 7:27
- «20.000 Miles Over the Sea» (Boca Junior Remix) — 7:07
- «The Alchemist» (The Alchemist's Vision by Ralf Hildenbeutel) — 7:17

## Private Lounge
La versión The Private Lounge Remix del álbum A Posteriori fue lanzada a través de la tienda de iTunes el 18 de marzo de 2007 en Alemania y el 26 de marzo en el resto de Europa. 
Lista de canciones:
1. «Eppur Si Muove» (Tocadisco Remix 2) — 6:11
2. «Feel Me Heaven» (Boca Junior Remix) — 6:24
3. «Dreaming of Andromeda» (Jean F. Cochois Remix) — 7:29
4. «Dancing With Mephisto» (Boca Junior Remix) — 5:28
5. «Northern Lights» (Boca Junior Remix) — 5:41
6. «Invisible Love» (Boca Junior Remix) — 5:45
7. «Message from Io» (Boca Junior Remix) — 5:33
8. «The Alchemist» (Christian Geller Remix) — 6:54
9. «20.000 Miles Over the Sea» (Boca Junior Remix) — 7:08
10. «Sitting on the Moon» (Boca Junior Remix) — 5:31
11. «The Alchemist» (The Alchemist's Vision by Ralf Hildenbeutel) — 7:16
12. «Goodbye Milky Way» (Boca Junior Remix) — 5:10

## Personal
- Michael Cretu – vocalista
- Louisa Stanley – narración (pistas 4 y 12)
- Andru Donalds – voces de fondo (pista 8)

## Posicionamiento en las listas
| Lista (Octubre de 2006) | Posición más alta |
| ----------------------- | ----------------- |
| Alemania                | 16                |
| Austria                 | 17                |
| Bélgica (Fla.)          | 65                |
| Bélgica (Val.)          | 60                |
| Rep. Checa              | 34                |
| España                  | 82                |
| Estados Unidos          | 95                |
| Estados Unidos          | 3                 |
| Francia                 | 98                |
| Grecia                  | 3                 |
| Hungría                 | 24                |
| Italia                  | 32                |
| Países Bajos            | 8                 |
| Polonia                 | 44                |
| Portugal                | 28                |
| Reino Unido             | 115               |
| Suiza                   | 24                |
| Turquía                 | 8                 |